# Пангерманский союз
Пангерманский союз (нем. Alldeutscher Verband) — одна из самых громких, мощных и влиятельных организаций националистического толка, которая существовала с 1891 по 1939 год. Во времена Германской империи самый крупный и самый известный агитационный союз. Его программа была экспансионистской, пангерманской, милитаристской, националистической и определялась расистским и антисемитским мышлением. Из реакционной идеологии пангерманизма много позаимствовал национал-социализм.

## История

### Предыстория
Поводом для создания Пангерманского союза стало обсуждение Гельголандско-занзибарского договора. 24 июня 1890 года четверо немцев, живших в Швейцарии, врачи Адольф Ойген Фик, Вальтер Феликс и Отто Любарш, а также книготорговец Альберт Мюллер опубликовали в нескольких немецких ежедневных газетах призыв против договора под девизом «Германия, проснись!». После этого с инициаторами связались Теодор Райсман-Гроне и Альфред Гугенберг. Гугенберг обсудил основание «национального союза» для продвижения немецких колониальных интересов и согласился взять на себя его организацию. 28 сентября 1890 года Гугенберг, Райсман-Гроне, Адольф Фик (дядя Адольфа Ойгена Фика), Йоханнес Вислиценус (тесть Адольфа Ойгена Фика), Теодор Эльмер и Карл Й. Фукс провели во Франкфурте-на-Майне подготовительное совещание.

### Первое десятилетие
9 апреля 1891 года в Берлине при поддержке Карла Петерса был основан Всеобщий германский союз. В число основателей также входили Эмиль Кирдорф, Эмиль Поссель, Фридрих Ратцель и другие. Карл Петерс и бывший канцлер Отто фон Бисмарк были приняты в качестве первых почётных членов. Основные черты пангерманской программы были полностью разработаны в 1890-х годах: экспансия, строительство флота, продвижение немецкости и борьба с меньшинствами в Германской империи.
В первые несколько лет возникло множество внутренних споров по поводу курса, который следует принять, а также по поводу набора новых членов. Тогдашний председатель Карл фон дер Хейдт придерживался мнения, что союз должен основать свою собственную партию, «национальную партию». Однако его оппоненты (в том числе Класс, Лампрехт, Гугенберг и Райсман-Гроне) требовали строгой независимости и отказа от партийной политики. Последняя позиция в конечном итоге возобладала. Кроме того, возникли проблемы коммуникации между членами внутри союза, а связи с общественностью не удалось реализовать в полной мере из-за финансовых трудностей. 5 июля 1893 года на заседании правления Хейдт подал в отставку. Его преемником стал Эрнст Хассе, который был исполнительным председателем до 1908 года. В 1894 году было выбрано название «Пангерманский союз», что завершило его реструктуризацию. Определение «пангерманский», изначально задуманное лишь как расширение термина «имперский германский», со временем приобрело в заявлениях объединения значение «особо лояльный и патриотический».
В учредительном призыве говорилось, что новый союз не хочет бороться с правительством, а скорее продвигает его в соответствии со своей программой. Хотя до 1902 года Пангерманский союз неоднократно критиковал правительственные круги, он не представлял собой оппозиции. Основные цели заключались в стимулировании патриотического сознания, культивировании и поддержке интересов Германии за рубежом, а также в продвижении активной политики интересов Германии. Кроме того, работа союза должна была и дальше оставаться «вне партийной системы». До своей смерти в 1908 году Хассе был также самым влиятельным членом союза с точки зрения идеологических принципов. Он изложил их в нескольких эссе, опубликованных с 1905 по 1908 год под названием «Немецкая политика». Кроме того, сам союз издавал Alldeutsche Blätter с изложением своей программы и идеологических взглядов. Огромный резонанс, который пангерманцы вызвали за границей до и во время войны, был обусловлен не столько официальными публикациями союза, которые по тактическим соображениям зачастую были максимально мягкими и умеренными, сколько сочинениями так называемых диких пангерманцев. Лишь часть цитат, приводимых в самых известных и обширных работах зарубежных авторов, посвященных пангерманской опасности, восходит к самому союзу. Пангерманским кругам были свойственны расовое высокомерие, жесточайший антисемитизм, комплекс самодостаточности, требующий экспансии и приверженность войне как созидательной жизненной силе, как новатору и хранителю, великому врачу и садовнику, который сопровождает человечество на пути к высшему развитию.

### Радикализация
Поворотным моментом в истории Пангерманского союза стал состоявшийся в 1903 году съезд. На нем будущий председатель Генрих Класс произнес речь под названием «Баланс нового курса». Этой речью, в которой подверглись резкой критике канцлер Бернхард фон Бюлов, а также кайзер Вильгельм II и Бисмарк, Пангерманский союз завершил переход к открытой оппозиции. Руководство Германского рейха обвинялось в провалах во внешней политике, от него требовались более решительные внешнеполитические действия. Однако решающим фактором для более резкого направления деятельности союза стало то, что идея расы теперь была включена в его устав и, таким образом, прочно закреплена в программе как «определяющая черта немецкого народа». При этом все более резкая оппозиция по отношению к руководству рейха и Вильгельму II привела союз на грань краха.
Поэтому Класс, избранный в 1908 году председателем союза, был вынужден постепенно значительно снизить резкую критику политики руководства рейха и — особенно по вопросу о политике Германии в отношении Австро-Венгрии — полностью пересмотреть позицию союза. Хотя до 1908 года основное внимание уделялось в конечном итоге присоединению немецких территорий Австро-Венгрии к Германии, теперь пропагандировался тесный союз между Габсбургской монархией и Германской империей. Однако это встретило значительное сопротивление внутри союза. В частности, Теодор Райсман-Гроне, редактор влиятельной газеты Rheinisch-Westfälische Zeitung, решительно выступил против изменения курса Класса.
До начала Первой мировой войны Класс не решался идти на открытий конфликт с Райсман-Гроне, поскольку в конечном итоге опасался раскола союза, который привел бы к его политической незначительности. Союз испытывал также серьезные финансовые проблемы, которые в конечном итоге помешали ему добиться консолидации. К этому добавлялись растущие противоречия с другими национальными объединениями. В этом отношении правительству удавалось держать союз на расстоянии и использовать его в своих интересах только в случае необходимости. Но даже во время второго марокканского кризиса 1911 года статс-секретарь министерства иностранных дел Альфред фон Кидерлен-Вехтер дистанцировался от заявлений руководителей союза. Одним из их требований было «обеспечить для нашего избыточного населения территорию, на которой... немцы сохранились бы для нашего отечества».
Исход второго марокканского кризиса показал ограниченность возможностей пангерманистов реально оказывать давление на правительство. Их влияние на общественное мнение в Германии также оставалось весьма ограниченным. В глазах пангерманцев правительство Теобальда фон Бетмана-Гольвега отступило из Франции. По мнению пангерманцев, это означало провал немецкой политики. Как следствие, начиная с 1912 года пангерманцы требовали увеличения военного вооружения, за что особенно выступало Немецкое военное общество.
Влияние Пангерманского союза особенно проявилось в его участии в других клубах и объединениях. Члены союза часто одновременно занимали руководящие должности в других объединениях. Благодаря множественному членству можно было быстро обмениваться информацией и новостями.

### Первая мировая война
Первая мировая война была периодом расцвета Пангерманского союза. Наконец его требования экспансии на континенте больше не были изолированными; его членство росло, как и его влияние на правые партии. Пангерманский союз приобрел в немецком обществе невиданное ранее значение.
Однако союз не очень подходил для успешной пропаганды целей войны из-за многолетней агитации, которая сильно дискредитировала его в буржуазных кругах. Таким образом, он оставался в основном на заднем плане, координируя и посредничая, его члены были вовлечены в такие группы, как Независимый комитет за германский мир. При участии таких членов, как Штреземан, Вестарп, Вангенхайм, позже Тирпиц и Х. С. Чемберлен, а также его пангерманского председателя Дитриха Шефера, он стал центром обсуждения целей войны. Пангерманский союз действовал скорее как своего рода политико-идеологическая мастерская, снабжавшая другие агитационные союзы интеллектуальным оружием. Позднее комитет принял участие в основании Немецкой отечественной партии как своего рода синдиката всех национальных объединений.
Во время войны пангерманцы представляли радикальные военные цели, например, создание Центральноевропейского таможенного союза во главе с Германией. Кроме того, Нидерланды и Швейцария, а также Бельгия — так называемые незаконно отделенные части Германской империи (1648—1806) — и населенные немцами части Австро-Венгрии и Лихтенштейна (как утраченные в 1866 году федеральные части) надлежало присоединить к Германской империи, а часть Франции передать под контроль Германии. Планы на восточных границах были схожими: Россия должна была потерять большую часть своей западной территории. Британская империя должна была пережить распад в пользу Германской колониальной империи.
В сентябре 1914 года председатель Генрих Класс сформулировал меморандум о целях войны, который предусматривал линию Булонь-Бельфор в качестве западной границы, а Чудское озеро и устье Днепра - в качестве восточной границы. Россию надлежало отбросить к границам допетровских времен и даже отнять у нее Сибирь. Уменьшенную Польшу, «остаток Украины» и государства Балтийского моря предполагалось поставить в разную степень зависимости от Германии. Восток должен был испытать германскую колонизацию посредством масштабных проектов переселения, Англия должна была потерять Ирландию и свои колонии. Эти требования Класс оправдывал «вульгарными националистическими» лозунгами, такими как «право завоевания». Меморандум Класса вызвал недовольство властей не столько своей тенденцией, сколько своими размерами, после чего Бетман Хольвег распорядился его конфисковать. Планы меморандума на Востоке существенно не отличались от разработанных 27 лет спустя планов Розенберга в рейхскомиссариате Остланд. Сохранился даже жаргон – «переселение», «германизация», «гегемония» и «Великая Германия».
В своих военных целях Пангерманский союз мог опираться на общность интересов значительной части предприятий тяжелой промышленности и связанных с ней банков, таких как Disconto-Gesellschaft. Для своего меморандума о военных целях, который Класс разработал в тесном обмене мнениями с Альфредом Гугенбергом, он получил одобрение Гуго Стиннеса и Густава Круппа.
Однако пангерманцы не имели прямого влияния на Верховное командование сухопутных войск, хотя Гинденбург и Людендорф были внутренне близки их идеям. Пангерманские идеи смогли лишь в ограниченной степени распространиться в армии, но окружение Людендорфа находилось под их влиянием, так что союз косвенно приобрел значительный вес во второй половине войны. Подполковник Бауэр, доверенное лицо Людендорфа и печально известный антисемит, служил посредником между Верховным командованием сухопутных войск и союзом. Военные и пангерманцы часто работали рука об руку как союзники, как это было в случае с публикацией меморандума Класса весной 1918 года. При поддержке Людендорфа Генрих Класс издал свой меморандум о военных целях от сентября 1914 года в виде брошюры тиражом 35 тыс. экземпляров.

### Послевоенный период (1918—1939)
19 октября 1918 года руководство Пангерманского союза приняло обращение, в котором оно впервые публично заявило о своём антисемитизме. Однако после Первой мировой войны союз больше не играл важной общественной роли.
Во время немецкой революции 1918—1919 годов он поддержал фрайкоры, подавившие восстание спартакистов в Берлине и Баварскую советскую республику в 1919 году, а также мартовское Рурское восстание в 1920 году. При этом Класс, опасаясь юридических последствий для союза, дистанцировался от Капповского путча, который он считал плохо подготовленным. На короткое время он возложил свои надежды на Георга Эшериха и его организацию, но затем  основал Северогерманский блок порядка по образцу Баварского блока порядка, в который входил Пангерманский союз, чтобы иметь свои собственные военизированные объединения. Однако Северогерманский блок порядка был распущен берлинским полицей-президентом сразу после его регистрации в октябре 1920 года, так что пангерманцы всё-таки не смогли обеспечить себя собственными вооружёнными отрядами.
«Бамбергская декларация» от 16 февраля 1919 года обязала Пангерманский союз восстановить довоенные условия как в политическом, так и в территориальном отношении. В августе 1919 года в соответствии с «Бамбергской декларацией» произошло изменение устава: восстановление империи, построение сильной армии, возвращение утраченных территорий, расовое совершенствование немецкого народа, исключение евреев из союза.
18 февраля 1919 года на собрании в Бамберге был основан Немецкий народный союз обороны и наступления как побочная или дочерняя организация Пангерманского союза. Он стал крупнейшей массовой этнической антисемитской организацией в ранней Веймарской республике. Немецкий народный союз обороны и наступления агитировал против республики, поддерживал покушения на её сторонников и насчитывал около 180 тыс. членов, прежде чем был запрещён из-за убийства Вальтера Ратенау в 1922 году.
В 1926 году ходили слухи, что Класс и другие пангерманцы готовят переворот с целью насильственной отмены Веймарской конституции. После полицейских обысков в его доме против Класса было возбуждено предварительное следствие по подозрению в подготовке государственной измены, которое закрыли в октябре 1927 года за отсутствием доказательств.
Впоследствии пангерманцы уже не могли оказывать заметного влияния на немецкую политику. Хотя союз был идеологически близок к НСДАП, он не следовал за ней безоговорочно. В 1932 году между НСДАП и Пангерманским союзом произошёл разлад, когда его обвинили в препятствовании канцлерству Гитлера. Пангерманцы же обвинили национал-социалистов в предательстве национальной идеи и призвали своих сторонников поддержать Немецкую национальную народную партию.
После прихода к власти НСДАП пангерманцев терпели из-за их идеологической близости. Союз был окончательно распущен Рейнхардом Гейдрихом 13 марта 1939 года на том основании, что его программа, а именно объединение всех немцев в Великой Германии, была выполнена.
В своей концепции, в требовании безоговорочного подчинения каждого отдельного немца народу в целом, представленному государством и властью, пангерманские проекты явно подготовили почву для национал-социализма. Экспансия на Восток, завоевание нового жизненного пространства не были изобретением Гитлера или Гиммлера, их инициировали пангерманцы.

### Развитие членства
Всего через год после своего основания Пангерманский союз насчитывал 21 тыс. членов. До Первой мировой войны эта численность не была превышена. К 1894 году из-за внутренних разногласий число членов упало почти до 4600. В 1900 году союз снова насчитывал чуть более 20 тыс. членов, а в 1914 году на момент начала войны было зарегистрировано 18 тыс. членов. К 1918 году их число выросло до 36 377, но впоследствии снова снизилось. В 1922 году Пангерманский союз достиг своего пика по количеству членов — около 52 тыс. Впоследствии многие покинули союз, и в 1932 году в нём насчитывалось всего 8 тыс. индивидуальных членов. Эти цифры практически не менялись до его роспуска в 1939 году.
Помимо индивидуального членства, существовала также возможность корпоративного членства, поскольку членами Пангерманского союза могли быть целые клубы. В 1905 году в состав союза в качестве корпоративных членов входил 101 клуб с общей численностью 130 тыс. человек. Данных о корпоративном членстве за период после Первой мировой войны нет.
Хотя Пангерманский союз когда-то имел в своих рядах заметных либеральных империалистов, он, по словам американского историка Маргарет Лавинии Андерсон, выродился в «непопулярную группу расистских сумасшедших». Членами союза были в основном мужчины, «которые решили в него войти, услышав пламенную речь, но после этого себя никак не проявляли». Для сравнения: в 1914 году Католический народный союз насчитывал в 36 раз больше членов, а в 1907 году СДПГ — более чем в 44 раза. Только поддержка промышленников спасла Пангерманский союз от распада. Что касается националистических взглядов, то Германский флотский союз был тогда более типичной организацией.